# Gouverneur colonial du Cameroun britannique
 (signalé en mai 2025).
Si vous disposez d'ouvrages ou d'articles de référence ou si vous connaissez des sites web de qualité traitant du thème abordé ici, merci de compléter l'article en donnant les références utiles à sa vérifiabilité et en les liant à la section « Notes et références ».
- Archive Wikiwix
- Bing
- Cairn
- DuckDuckGo
- E. Universalis
- Gallica
- Google
- G. Books
- G. News
- G. Scholar
- Persée
- Qwant
- (zh) Baidu
- (ru) Yandex
- (wd) trouver des œuvres sur Wikidata

Le gouverneur colonial du Cameroun britannique est le représentant de la Couronne britannique au Cameroun britannique, aujourd'hui partagé entre le Cameroun et le Nigeria.

## Liste des gouverneurs
| Occupation britannique                          |                                                                           |                                                                           |                                                                           |
| Dates                                           | Noms                                                                      | Remarques                                                                 |                                                                           |
| 1916 - 1916                                     | Kenneth V. Elphinstone, ministre résident                                 |                                                                           |                                                                           |
| 1916 - 1917                                     | E.C. Duff, ministre résident                                              |                                                                           |                                                                           |
| 1917 - 1919                                     | P.V. Young, ministre résident                                             |                                                                           |                                                                           |
| 1919 - 1919                                     | W.G. Ambrose, ministre résident                                           |                                                                           |                                                                           |
| 1919 - 1919                                     | John C. Maxwell, ministre résident                                        |                                                                           |                                                                           |
| 28 juin 1919                                    | Division officielle entre le Cameroun français et le Cameroun britannique | Division officielle entre le Cameroun français et le Cameroun britannique | Division officielle entre le Cameroun français et le Cameroun britannique |
| 1919 - 20 juillet 1920                          | John Humphrey Davidson, ministre résident                                 |                                                                           |                                                                           |
| Cameroun britannique, Mandat de la SDN          |                                                                           |                                                                           |                                                                           |
| 20 juillet 1920 - 1925                          | William Edgar Hunt, District Officer                                      |                                                                           |                                                                           |
| 1925 - 1928                                     | Edward John Arnett, Resident minister                                     | 1re fois                                                                  |                                                                           |
| 1928 - 1928                                     | H.J. Aveling, acting Resident minister                                    |                                                                           |                                                                           |
| 1928 - 1928                                     | Buchanan Smith, Resident minister                                         |                                                                           |                                                                           |
| 1928 - 1929                                     | Edward John Arnett, Resident minister                                     | 2e fois                                                                   |                                                                           |
| 1929 - 1932                                     | Granville St.John Orde Brown, Senior Officer                              |                                                                           |                                                                           |
| 1932 - 193?                                     | Frederick Bernard Carr, District Officer                                  |                                                                           |                                                                           |
| 193? - 193?                                     | J.W.C. Rutherford, Resident minister                                      |                                                                           |                                                                           |
| 193? - 193?                                     | D.W. Firth, Senior Resident minister                                      |                                                                           |                                                                           |
| 193? - 193?                                     | George Hugo Findlay, Senior Resident minister                             |                                                                           |                                                                           |
| 193? - 193?                                     | K.V. Hanitsch, Deputy Resident minister                                   |                                                                           |                                                                           |
| 193? - 1939                                     | A.E.F. Murray, Resident minister                                          |                                                                           |                                                                           |
| 1939 - 1942                                     | N.C. Denton, Resident minister                                            |                                                                           |                                                                           |
| 1942 - 194?                                     | Sealy-King, Resident minister                                             |                                                                           |                                                                           |
| 194? - 194?                                     | P.G. Harris, Resident minister                                            |                                                                           |                                                                           |
| 1943 - 1945                                     | J. Macrae Simpson, Resident minister                                      |                                                                           |                                                                           |
| 20 mars 1945 - 10 octobre 1945                  | A. Leeming, Senior District Officer                                       |                                                                           |                                                                           |
| 1945 - 1946                                     | A.F.B. Bridges, Resident minister                                         |                                                                           |                                                                           |
| 14 février 1946 - 13 décembre 1946              | N. Mackenzie, Senior District Officer                                     |                                                                           |                                                                           |
| Cameroun britannique, tutelle des Nations unies |                                                                           |                                                                           |                                                                           |
| 13 décembre 1946 - 4 août 1949                  | N. Mackenzie, Senior District Officer                                     |                                                                           |                                                                           |
| 25 août 1949 - 31 décembre 1949                 | D.A.F. Shute, Senior Resident minister                                    |                                                                           |                                                                           |
| 1949 - 1er octobre 1954                         | Edward John Gibbons, Special Resident minister                            |                                                                           |                                                                           |
| October 1954                                    | Territoire autonome rattaché au Nigeria                                   | Territoire autonome rattaché au Nigeria                                   | Territoire autonome rattaché au Nigeria                                   |
| 1er octobre 1954 - 1956                         | Edward John Gibbons, commissaire                                          |                                                                           |                                                                           |
| 1956 - 1er octobre 1961                         | John Osbaldiston Field, commissaire                                       |                                                                           |                                                                           |
| 1er juin 1961                                   | Le Northern Cameroons est rattaché au Nigeria                             | Le Northern Cameroons est rattaché au Nigeria                             |                                                                           |
| 1er octobre 1961                                | Le Southern Cameroons est rattaché à la république du Cameroun            | Le Southern Cameroons est rattaché à la république du Cameroun            |                                                                           |